# Karl Wilhelm Ludwig von Isenburg
Graf Karl Wilhelm Ludwig von Isenburg (* 8. April 1785 in Büdingen; † 6. März 1839 in Heidelberg) war badischer Generalmajor.

## Herkunft
Seine Eltern waren der Graf Ernst Kasimir II. zu Isenburg und Büdingen (* 25. Februar 1757; † 25. Februar 1801) und dessen Ehefrau die Gräfin Eleonore zu Bentheim und Steinfurt (* 26. April 1754; † 18. Februar 1827). Sein älterer Bruder Ernst Casimir wurde der erste Fürst zu Ysenburg und Büdingen in Büdingen.

## Leben
Er erhielt seine Schulbildung in Karlsruhe und auf der Universität Marburg. Er ging dann in badische Dienste und kam als Offizier in das oberrheinische Kavallerie-Regiment Zweibrücken. Dort wurde er 1803 Stabsrittmeister im Husarenkorps. 1804 kam er in das leichte Dragoner-Regiment und nahm 1806 seinen Abschied.
1809 kehrte er in badische Dienste zurück und kam als Stabsrittmeister zur Garde du Corps. Während des Fünften Koalitionskrieges kommandierte er die Ersatztruppen, die dem 1. Dragoner-Regiments nachgeschickt wurden.
1813 wurde er Rittmeister im leichten Dragoner-Regiment Geusau und im gleichen Jahr als Major in das Dragoner-Regiment Freistedt versetzt. Während der Befreiungskriege, als Baden wieder auf der Seite der Alliierten kämpfte, erhielt er 1814 das Kommando über die Blockadekorps in Bitsch, Lützelstein und Lichtenberg. Für seinen Einsatz erhielt er den Karl-Friedrich-Militär-Verdienstorden sowie den russischen St.Anna-Orden 2. Klasse.
Dort wurde er 1815 Oberstleutnant und kehrte 1817 in das leichte Dragoner-Regiment Geusau zurück. Er verblieb dort bis 1830, als er als Oberst und Kommandeur in das Garde-Dragoner-Regiment (später Großherzog) versetzt wurde. Im gleichen Jahr erhielt er das Kommandeurskreuz des Zähringer Löwen-Ordens, 1836 erhielt zusätzlich das Eichenlaub zum Löwen-Orden. Im gleich Jahr wurde er unter Ernennung zum Generalmajor pensioniert, da er nach einem Sturz vom Pferd nicht mehr tauglich war.
Er ging nach Heidelberg zur besseren Behandlung und starb unverheiratet in Heidelberg am 6. März 1839.